# ヨハン・カール・アウグスト・ムゼーウス

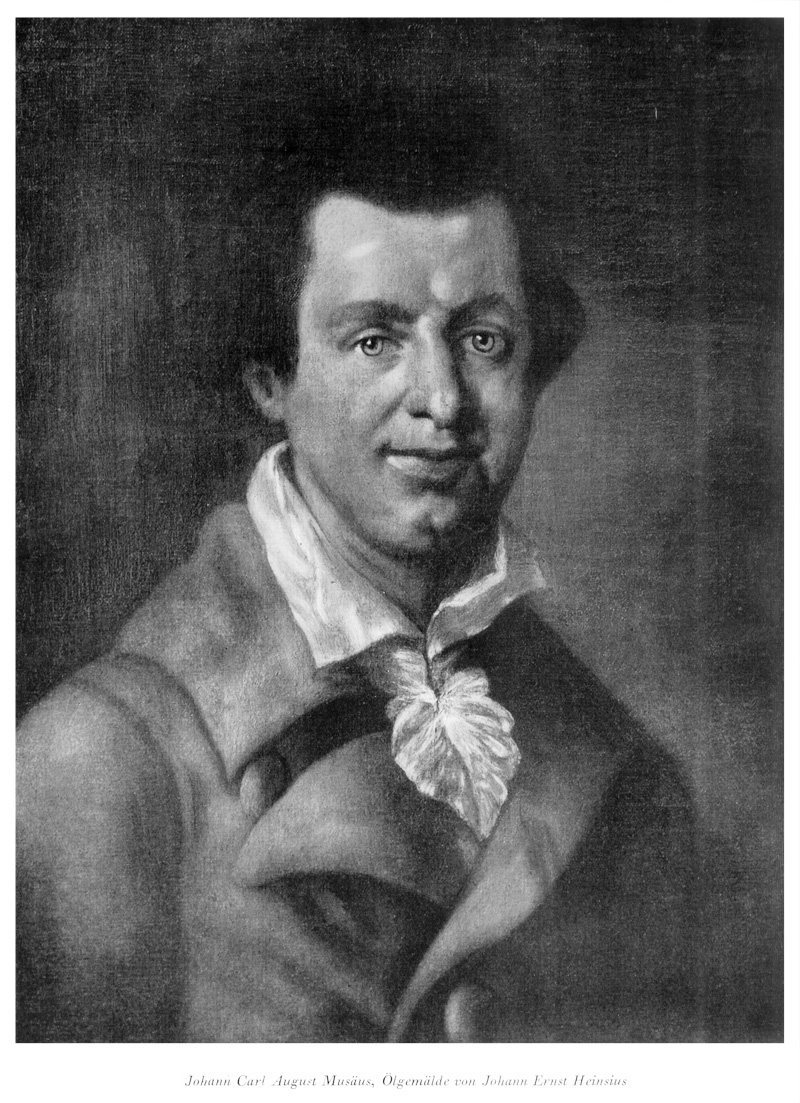
ヨハン・カール・アウグスト・ムゼーウス

ヨハン・カール・アウグスト・ムゼーウス（Johann Karl August Musäus、1735年3月29日-1787年10月28日）は、ドイツの作家であり、ドイツのメルヘンの蒐集に取り組んだ最初期の人物である。
最も有名な作品に、蒐集したメルヘンに風刺を盛り込んでまとめた Volksmärchen der Deutschen（1782年–1786年）がある。このほか、バレエ作品『白鳥の湖』は Volksmärchen der Deutschen の1編 Der geraubte Schleier（『奪われたヴェール』）から着想されたと言われている。

## 経歴
1735年3月29日にイェーナで、裁判官のヨーゼフ・クリストフ・ムゼーウスの一人息子として生まれた。1743年に父がアイゼナハの議員・警察判事になったため、ムゼーウスの教育は叔父で名付け親でもあるヨハン・ヴァイセンボルン博士に任され、アルシュテットに移った。1744年にヴァイセンボルンがアイゼナハの総監となったため両親が住むアイゼナハに転居したが、その後も19歳になるまでヴァイセンボルンの家での生活を続けた。1747年7月13日には名誉学位を授かっている。
ムゼーウスは1754年に、おそらくは自身でなくヴァイセンボルンの希望により神学を学ぶためにイェーナ大学に入学した。この頃ドイツ社交界にデビューしている。3年半の課程を経て修士号を授かり免許を得て、教会からの叙任を待つためアイゼナハに戻った。よく説教を行ってはいたが、特に宗教に専念していたわけでもなく、叙任もされなかった。数年後に近くの農村の牧師になる話が出たが、地元の人々から「踊っているのを見たことがある」という理由で反対されて教会での前途はなくなり、25歳で風刺作家となった。
1760年から1762年にかけて、ムゼーウスは最初の作品 Grandison der Zweite（第二のグランディソン）全3巻を出版し、その後1781年から1782年にかけて改作して Der deutsche Grandison（ドイツのグランディソン）と改題して刊行した。これは、神聖ローマ帝国で心酔する者が多かった、サミュエル・リチャードソンが作り出した英雄サー・チャールズ・グランディソンを風刺したものであった。
1763年にムゼーウスはヴァイマルの宮廷記録係の長となり、1769年にはヴァイマルのヴィルヘルム・エルンスト・ギムナジウムの古語および歴史の教授の職に就いた。1776年7月にワイマールの「アマリア」ロッジでフリーメイソンに加入したほか、1783年8月にバイエルンのイルミナティのメンバーになり、「プリシリアヌス」と「ダンテ・アリギエーリ」の名前を得て、その年のうちに長老の位階を授けられた。
第2作の Physiognomische Reisen は1778年から1779年にかけてようやく上程された。これはヨハン・カスパー・ラヴァーターに直接対抗したもので、好意的な反応が多く寄せられた。続いて1782年から1786年にかけて、ドイツのメルヘンを蒐集した代表作 Volksmärchen der Deutschen を出版した。これは民間伝承のメルヘンを数多く集めたものであったが、編纂する際にムゼーウスは生来の風刺癖を抑えることができなかったため、収められた物語にも風刺が盛り込まれてもともと伝承されていた単純な話からは変わってしまっている。1785年にヨハン・ルドルフ・シェレンベルクが発表した Freund Heins Erscheinungen in Holbeins Manier には、ムゼーウスが散文と詩を寄せている。ムゼーウスは1787年10月28日にヴァイマルで亡くなり、ヤーコプスフリートホーフに埋葬された。1787年に1巻が出版された民話集 Straussfedern は未完の絶筆となった。

## 遺産
Nachgelassene Schriften は死後の1791年に親戚のアウグスト・フォン・コツェブエの編集により出版された。また、Straussfedern は1795年から1798年にかけてルートヴィヒ・ティークの寄稿を受けながら書店主クリストフ・フリードリヒ・ニコライによって出版され続けた。

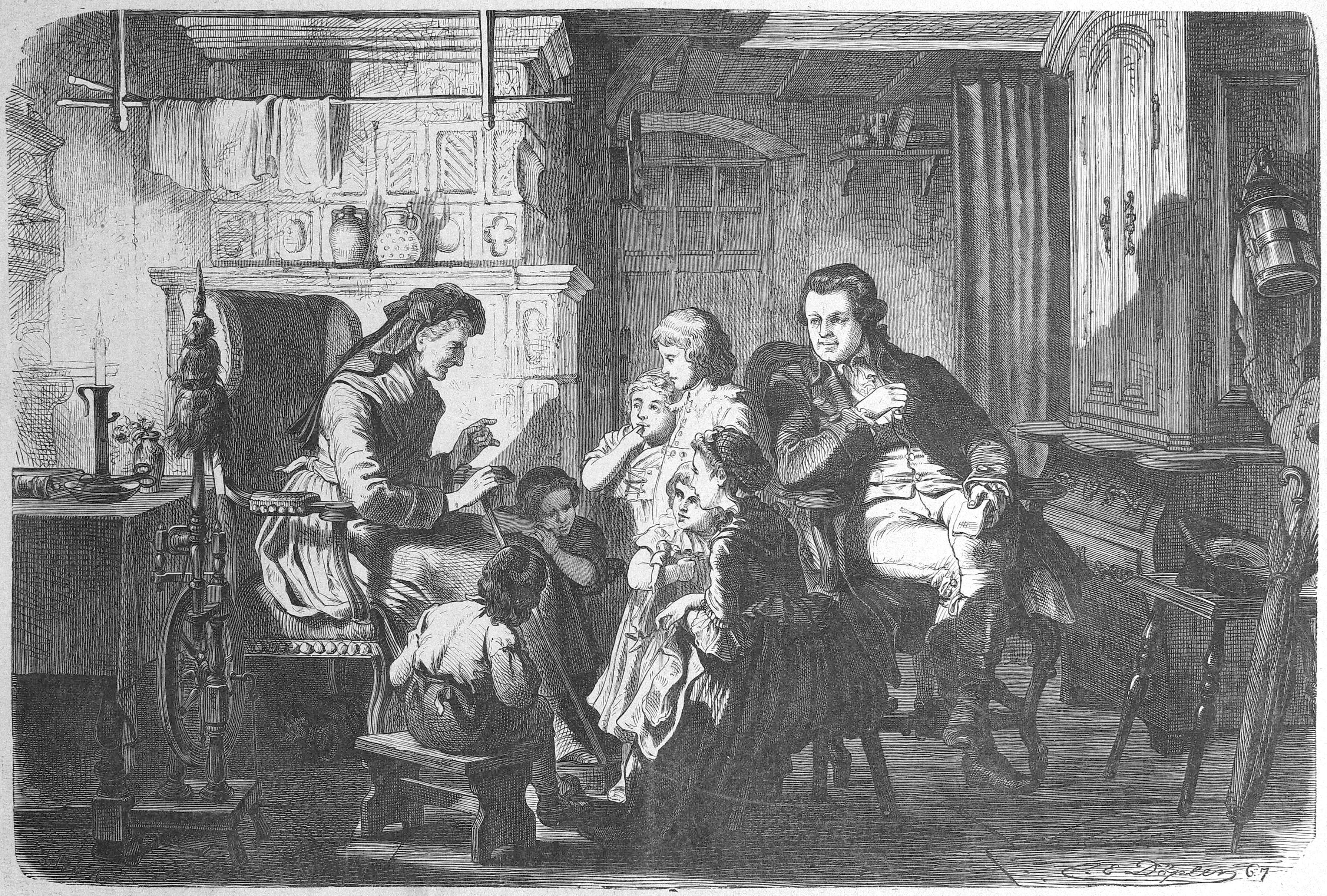
民話を蒐集するムゼーウス。C・E・デプラー作。

Volksmärchen der Deutschen は、17世紀後半をピークとして関心が失われつつあったおとぎ話が、ロマン主義およびロマン主義ナショナリズムの勃興によって再び脚光を浴び始めた最初期にまとめられたもので、この流れは19世紀に入っても続き、ベネディクテ・ナウバートやグリム兄弟などに引き継がれていった。
Volksmärchen der Deutschen は1903年のデュッセルドルフ版など何度も再版された他、他言語にも翻訳された。ウィリアム・トマス・ベックフォードは5つの物語を抜粋して英訳したものを1791年にPopular Tales of the Germans として発表し、トーマス・カーライルも1827年に3話を英訳して German Romance を発表している。この他、J・ルフェーブルの Contes populaires des Allemandsやイザベル・ド・モントリューの抜粋訳（いずれも1803年）、さらにはシャルル・ポール・ド・コックが序文を寄せた全訳書（1826年）を初めとして、フランス語訳も多数出版された。
ヘンリー・A・ポクマンらによれば、ワシントン・アーヴィングが1820年に発表した『スリーピー・ホロウの伝説』に登場する「首なし騎士」は、Volksmärchen der Deutschen のうちの1編、Legenden vom Rübezahl（リベザルの伝説）の結末にインスピレーションを得たものとされる。
また、Volksmärchen der Deutschen の1編、Der geraubte Schleier（奪われたヴェール）は白鳥の乙女を扱った物語で、ピョートル・チャイコフスキーによる1876年のバレエ『白鳥の湖』のプロットの一つとされているが、ロシアの振付家フョードル・ロプホーフらは『白鳥の湖』は純粋にロシア起源のものであると主張して、ムゼーウスが作者であるという説に異を唱えている。
Volksmärchen der Deutschen からフランス語に翻訳された1編、Stumme Liebe（フランス語版では L'Amour Muet、「静かなる愛」の意）は、ドイツの別の怪談7編とともに1812年にジャン・バプティスト・ベノワ・エリーが発表した『ファンタスマゴリアナ』に収められている。1816年の夏にこれを朗読したバイロン卿、パーシー・ビッシュ・シェリー、メアリー・シェリー、クレア・クレアモント、ジョン・ウィリアム・ポリドリは、バイロン卿の提案でそれぞれ1編ずつ怪談を書くことにした（ディオダティ荘の怪奇談義）。このときバイロン卿が書いた Fragment of a novel は現代に連なる吸血鬼物語の最初のものとされており、ポリドリはこれを基に『吸血鬼』を執筆した。また、メアリー・シェリーは『フランケンシュタイン、あるいは現代のプロメテウス』を執筆している。『ファンタスマゴリアナ』の8編のうち5編は1813年にサラ・エリザベス・アターソンが Tales of the Dead として英訳しているが、この際に Stumme Liebe は The Spectre-Barber（幽霊理髪師）というタイトルの短編に改められている。
ムゼーウスが蒐集した民話は現在でも翻案されることがあり、2009年の映画 The Pagan Queen はムゼーウスが蒐集したチェコの伝説の女王リブシェとその夫プシェミスルの話を基にしている。
1989年4月6日に発見された小惑星は、彼にちなんで10749 ムゼーウスと命名された。